# فيرا نيكوليتش
فيرا نيكوليتش (بالصربية: Вера Николић)‏ هي منافسة ألعاب القوى صربية، ولدت في 23 سبتمبر 1948 في غرابوفيتسة، ديسبوتوفاتس ‏ في صربيا.

## وصلات خارجية
- فيرا نيكوليتش على موقع الاتحاد الدولي لألعاب القوى (الإنجليزية)
- فيرا نيكوليتش على موقع اللجنة الأولمبية الدولية (الإنجليزية)
- فيرا نيكوليتش على موقع أوليمبيديا (الإنجليزية)